# Вильмотс, Марк
Марк Ви́льмотс (нидерл. Marc Wilmots; род. 22 февраля 1969, Донгельберг, Валлония) — бельгийский футболист, нападающий. Долгое время был капитаном сборной Бельгии. Выступал за бельгийский «Стандард», «Шальке 04», «Бордо». Тренировал сборную Бельгии, сборную Кот-д’Ивуара и сборную Ирана.

## Карьера

### Клубная
Вильмотс начал карьеру в бельгийском «Сент-Трюйдене» и дебютировал за клуб в 1987 году. Проведя в нём сезон, перешёл в «Мехелен». В первый же год выиграл чемпионат Бельгии и Суперкубок УЕФА (играл в первом матче против голландского ПСВ). В следующем сезоне стал бронзовым призёром национального чемпионата, а в последний сезон за «Мехелен» — серебряным призёром и финалистом Кубка.
После трёх сезонов, проведенных в «Мехелене», Вильмотс перешёл в льежский «Стандард». В сезоне 1992/93 стал обладателем Кубка Бельгии, дважды (в 1993 и 1995 годах) стал вице-чемпионом Бельгии, а в 1992 году — третьим.
В 1996 году отправился в немецкий «Шальке 04». Он внёс существенный вклад в победу немецкого клуба в Кубке УЕФА 1996/97. В первом матче финала против «Интернационале» забил единственный мяч, во втором матче в послематчевой серии пенальти реализовал решающий удар.
В 2000 году Вильмотс отправился во Францию. Отыграв сезон за «Бордо» (4-е место в чемпионате), вернулся в «Шальке 04», который в сезоне 1996/97 стал вице-чемпионом Германии. В 2001/02 он выиграл свой последний клубный турнир — Кубок Германии.
Вильмотс завершил карьеру в 2003 году.

### В сборной
Вильмотс дебютировал в сборной Бельгии в мае 1990 года. За 12 лет бельгиец сыграл на четырёх чемпионатах мира. Также Вильмотс сыграл на домашнем чемпионате Европы 2000, организованным Бельгией и Нидерландами. Кроме того, Марк Вильмотс является лучшим бомбардиром сборной Бельгии на чемпионатах мира (5 голов).
Матч против Бразилии на стадии 1/8 финала чемпионата мира 2002 года (поражение 0:2) стал для Вильмотса 70-м и последним в карьере за сборную.

### Тренерская
В 2003 году Вильмотс тренировал «Шальке 04». Год спустя стал тренером бельгийского «Сент-Трюйдена», но в итоге поработал в этом клубе всего полгода. С 1 октября 2009 года работал в качестве помощника главного тренера сборной Бельгии, сначала Дика Адвоката, потом Жоржа Лекенса.
15 мая 2012 года Вильмотс был назначен исполняющим обязанности главного тренера сборной Бельгии, 6 июня 2012 года был утверждён на посту главного тренера. Под его руководством сборная Бельгии выступила на чемпионате мира 2014 и Евро-2016 (после этого турнира покинул пост), на обоих турнирах дойдя до четвертьфинала.
В марте 2017 года возглавил сборную Кот-д’Ивуара. После непопадания ивуарийцев на чемпионат мира 2018 Вильмотс подал в отставку.
15 мая 2019 года стало известно, что Вильмотс назначен главным тренером сборной Ирана, вместо португальского специалиста Карлуша Кейроша, покинувшего этот пост после семи лет работы с «Тим Мелли».
3 января 2024 года «Шальке 04» объявил, что Вильмотс стал спортивным директором клуба. Уже 21 сентября, спортивный директор «Шальке 04» Марк Вильмотс и главный тренер Карел Герартс были уволены со своих должностей.

## Достижения
Победитель Суперкубка УЕФА 1988
Победитель Кубка УЕФА с Шальке, где он внёс решающий вклад сначала в основное время забил, потом после матчевых пенальти. 
- Рекордсмен сборной Бельгии по количеству голов на чемпионатах мира: 5 голов[14]
- Тренер года в Бельгии: 2014

## Личная жизнь
После окончания карьеры футболиста Вильмотс пошёл в политику и стал членом бельгийского сената. Был активистом «реформаторского движения». Его политическая карьера не считается успешной. В 2005 году он объявил, что хочет покинуть пост сенатора.

## Прозвища
- В Бельгии Вильмотса называли Teaureau de Dongelberg («Бык из Донгельберга»).
- В Германии, когда он играл за «Шальке 04», его называли das Kampfschwein («Боевая свинья»).

## Статистика
| Сезон   | Клуб         | Страна   | Чемпионат | Чемпионат | Кубок | Кубок | ЕК1   | ЕК1  | ЕК2   | ЕК2  | ЕК3   | ЕК3  | СК    | СК   |
| ------- | ------------ | -------- | --------- | --------- | ----- | ----- | ----- | ---- | ----- | ---- | ----- | ---- | ----- | ---- |
| Сезон   | Клуб         | Страна   | Матчи     | Голы      | Матчи | Голы  | Матчи | Голы | Матчи | Голы | Матчи | Голы | Матчи | Голы |
| 1987/88 | Сент-Трюйден | Бельгия  | 30        | 9         |       |       |       |      |       |      |       |      |       |      |
| 1988/89 | Мехелен      | Бельгия  | 30        | 4         |       |       |       |      | 6     | 2    |       |      | 1     | 0    |
| 1989/90 | Мехелен      | Бельгия  | 25        | 10        |       |       | 4     | 0    |       |      |       |      |       |      |
| 1990/91 | Мехелен      | Бельгия  | 32        | 8         | 7     | 1     |       |      |       |      | 2     | 0    |       |      |
| 1991/92 | Стандард     | Бельгия  | 33        | 10        | 2?    | 1?    |       |      |       |      |       |      |       |      |
| 1992/93 | Стандард     | Бельгия  | 25        | 22        | 1?    | 0?    |       |      |       |      | 6     | 2    |       |      |
| 1993/94 | Стандард     | Бельгия  | 28        | 11        |       |       |       |      | 4     | 3    |       |      |       |      |
| 1994/95 | Стандард     | Бельгия  | 24        | 10        |       |       |       |      |       |      |       |      |       |      |
| 1995/96 | Стандард     | Бельгия  | 26        | 14        |       |       |       |      |       |      |       |      |       |      |
| 1996/97 | Шальке 04    | Германия | 29        | 6         | 2     | 1     |       |      |       |      | 11    | 5    |       |      |
| 1997/98 | Шальке 04    | Германия | 31        | 7         | 2     | 1     |       |      |       |      | 7     | 2    |       |      |
| 1998/99 | Шальке 04    | Германия | 12        | 1         | 1     | 0     |       |      |       |      | 2     | 1    |       |      |
| 1999/00 | Шальке 04    | Германия | 32        | 7         | 2     | 0     |       |      |       |      |       |      |       |      |
| 2000/01 | Бордо        | Франция  | 30        | 8         | 2     | 1     |       |      |       |      | 5     | 2    |       |      |
| 2001/02 | Шальке 04    | Германия | 24        | 6         | 6     | 0     | 3     | 0    |       |      |       |      |       |      |
| 2002/03 | Шальке 04    | Германия | 10        | 0         | 1     | 0     |       |      |       |      | 3     | 1    |       |      |

- Золотым цветом отмечены победы в указанном турнире. Серебряным цветом: 2-е место в национальном чемпионате или финалист кубка. Бронзовым цветом: 3-е место в чемпионате. Жирным шрифтом указаны число сыгранных матчей и количество голов в выигранном соревновании
- ЕК1 — Европейский кубок 1 — Лига чемпионов УЕФА (Кубок европейских чемпионов УЕФА)
- ЕК2 — Европейский кубок 2 — Кубок обладателей кубков УЕФА
- ЕК3 — Европейский кубок 3 — Лига Европы (Кубок УЕФА)
- СК — Суперкубок УЕФА
- ? — Неполные данные